# Ървин Уелш
Ървин Уелш (на английски: Irvine Welsh) (роден в Единбург, Шотландия на 27 септември 1958) е съвременен шотландски романист и сценарист.
Известен е най-вече с култовия си роман Trainspotting. Други негови книги са продължението му „Дрога“, както и „Лепило“, „Гавра“, „Порно“, „Креватните тайни на майсторите готвачи“. Уелш пише за всичко това „от другата страна“ на ценностите и нормите, извън приетото и толерираното. Автор е също на пиеси и филмови сценарии, режисирал е няколко късометражни филма.

## Биография
Семейството на Уелш се мести от Лийт в Мурхаус, Единбург, когато той е четиригодишен. Майка му работи като сервитьорка, а баща му, поради влошеното си здравословно състояние, става продавач на килими. Той умира, когато Ървин е на 25 години. Уелш напуска училище на 16 и се записва на курс по електрическо инженерство. По-късно започва работа, поправяйки телевизори, но приключва с това занимание, след токов удар. Напуска Единбург и се премества в Лондон, където окупира пънк сцената през 1978 година, свирейки на китара и пеейки в The Pubic Lice and Stairway,
В края на 80-те години Ървин Уелш често сменя заниманията си, от градски съветник до ДиДжей, промоутър и продуцент на Хаус музика.
Докато учи в Чикаго, среща Бет Куин (26), с която сключва брак през 2005 година.
Към 2011 година Ървин Уелш живее в Дъблин, Ирландия. В интервю за The Daily Mail през 2006 година, Уелш описва себе си като скучен, моногамен човек, който обича да чете книги, харесва писатели като Джейн Остин и Джордж Елиът, обича да слуша музика и да пътува.

## Успехи
До 2011 година Ървин Уелш е публикувал 7 романа и 3 колекции с разкази. В първия си роман, „Трейнспотинг“, (на английски: Trainspotting), той описва епизоди от живота на група младежи, подлагащи се на разрушително приятелство, свързано със зависимост към хероин, опитващи се да избягат от скуката и бруталността на заобикалящия ги свят. Книгата предизвиква както шок и отвращение в някои среди, така бурни аплодисменти в други. Sunday Times определя романа като „най-доброто нещо, случило се на британската литература от десетилетия“, а критикът Кевин Уилямсън (който също е и личен приятел на Уелш) го определя като „роман, заслужаващ повече продадени копия от Библията“. През 1996 книгата се появява на екран, режисирана от Дани Бойл, като Уелш също се появява във филма за малко, в ролята на Мики Форестър.
Филмът „Трейнспотинг“ споделя успеха на книгата. По-късно на екран излизат „Ейсид Хаус“ (на английски: The Acid House) и „Екстази“ (на английски: Ecstasy). През 2021 г. във Великобритания стартира телевизионна адаптация на неговия роман „Престъпление“ (на английски: Crime). Това е първата телевизионна адаптация, правена някога по книга на Ървин Уелш.
Романи
- Трейнспотинг (1993)
- Кошмарът Марабу (1995)
- Гавра (1998)
- Лепило (2001)
- Порно (2002)
- Креватните тайни на майсторите готвачи (2006)
- Престъпление (2008)

## Стил
Характерно при Ървин Уелш е това, че едни и същи персонажи присъстват в различни негови произведения, създавайки нещо като отделен свят, развитието на който читателите проследяват в книгите. Уелш е известен също с това, че пише произведенията си на ро̀ден единбургски диалект, като умишлено пренебрегва нормите на традиционния литературен език.

## Тематика
Преобладаващите теми в художествената и документална проза на Уелш са свързани с проблемите и начина на мислене на хората, използващи наркотици, футболното хулиганство, секса, хомосексуализма, клубната култура и проблемите на работническата класа и шотландската идентичност в периода от 1960-те до XXI в.